# Wikidata
A Wikidata egy világméretű, ingyenesen hozzáférhető és bárki által frissíthető internetes adatbázis, mely eredetileg a Wikipédia tudásanyagára épült, mára azonban jócskán túlnőtt rajta: míg 2020 januárjában az összes Wikipédiában 51,8 millió szócikk volt, a Wikidatán ugyanekkor 73,8 millió adatlap található. Összehasonlításul: a világ 57 országának tízezer könyvtára minden egyes tételét (vagyis jószerével a világ összes könyvét, újságját és szerzőjét) tartalmazó Nemzetközi Virtuális Katalógustár adatbázisában 2019 szeptemberében 464 millió bibliográfiai rekord volt.

## Az adatbázis
A Wikidata olyan adatokat őriz, amihez nem kell hosszú folyószöveges ismertető, hanem rövid szöveggel (például név) vagy számokkal (bármilyen adat, dátum stb.) leírható. A projekt lényege kezdetben az volt, hogy a Wikipédia-szócikkekben összegyűjtött adatokat kereshető és könnyen hozzáférhető formában rögzítse, és a világ valamennyi nyelvén működő Wikipédia számára strukturáltan kiadja. A Wikipédia azonos témáról szóló, de különböző nyelven megjelent (általában különböző szerkesztők által írt, és tartalmában is eltérő) szócikkei a Wikidata adatbázisán keresztül kapcsolódnak egymáshoz, és az egyes szócikkek alanyával vagy tárgyával kapcsolatos későbbi változások is közzétehetők az adatbázis segítségével az összes Wikipédián egyszerre.
Az adatok között lehet egyszerű és összetett keresést végrehajtani, adatszerkezete gépi olvasásra, feldolgozásra is alkalmas. Az adatbázis összetettségét és a lekérdezésekben rejlő perspektívát érzékelteti, hogy a 2015-ben kiszivárgott úgynevezett Panama-aktákban szereplőkkel kapcsolatban egy dán szoftvermérnök a Wikidatában végzett elemző kutatás után tudta összeállítani az érintettek foglalkozásával kapcsolatos kimutatását, bebizonyítva ezzel, hogy a legtöbb off-shore-ügyben érintett személy politikus, ügyvéd és labdarúgó.

## Az adatok

Részlet egy Wikidata-elem adataiból

A Wikidata nem témaspecifikus, vagyis ellentétben például egy könyvtári adatbázissal, ami könyvek, folyóiratok és szerzők adatait tartalmazza, vagy egy tőzsdei adatbázissal, ami cégek, vállalatok, részvények, értékpapírok adatait és árfolyamait mutatja, a Wikidatán sokkal több adattípus található. Egyfelől a Wikipédia valamennyi szócikkében szereplő adatok, másfelől 2014 óta a tudományos folyóiratokban megjelent cikkek főbb paraméterei is megjelentek az adatbázisban.
A 2019 júliusában megjelent statisztika szerint az adatok 43,5 százaléka a fent már említett tudományos cikk, közel tíz százaléka életrajzi adatlap, öt százaléka biológiai adat, négy-négy százalék körüli az építmények és közigazgatási egységek (például települések) adatait tartalmazó elem.

## A Wikidata indulása
A Wikidatát 2012-ben hozta létre a német Wikimédia Alapítvány, a projekt atyja pedig egy horvát származású informatikus, Denny Vrandečić volt 2013-ig, amikor a Google LLC elcsábította Vrandečićet egy hasonló projekt vezetésére. A 2012 októberében indult Wikidatához elsőként 2013 januárjában csatlakozott a magyar, a héber és az olasz Wikipédia, majd februárban követte ezeket az angol, márciusban pedig az összes többi nyelvi változat. 2013 májusában már több mint 3500 aktív felhasználó vitte fel és javította az adatokat (a felhasználók egy része nem élő személy, hanem szoftver, amely például adatmásolással vagy információk kiegészítésével foglalkozik).

## Lásd még
- Absztrakt Wikipédia